# Лок, Франц Георг
Франц Георг Лок, серболужицкий вариант — Франц Юрий Лок, имя в русском литературоведении — Франц Юрий (нем. Franz Georg Lock, в.-луж. Franc Jurij Lok, 3 октября 1751 года, Виттихенау, Саксония — 7 сентября 1831 года, Будишин, Саксония) — католический прелат, ординарий апостольской префектуры Лужицы с 22 мая 1801 года по 7 сентября 1831 год. Лужицкий писатель, культурный и общественный деятель.

## Биография
Родился 3 октября 1751 года в семье серболужицкого сапожника в городе Виттихенау. По рекомендации своего настоятеля был направлен в 1765 году на обучение в Лужицкую семинарию в Прагу. 24 июня 1776 года был рукоположен в священника в пражском соборе святого Вита, после чего служил викарием в соборе святого Петра в Будишине. В 1796 году был назначен деканом собора. 22 мая 1801 года по рекомендации саксонского курфюрста Фридриха Августа I был назначен Римским папой Пием VII ординарием апостольской префектуры Лужицы и титулярным епископом Антигоны. 1 ноября 1801 года состоялось рукоположение Франца Георга Лока в епископа, которое совершил пражский архиепископ Вацлав Леопольд Хлумчанский.
Будучи епископом Будишина, занимался просветительской деятельностью среди лужицких сербов. Заботился о совершенствовании школьного образования в лужицких деревнях, особенно среди школьных учреждений находившихся под попечением апостольской префектуры Лужицы. В 1802 году написал новые школьные правила для этих школ. Особенное внимание уделял поддержке Лужицкой семинарии, в которой обучались будущие священники-лужичане для служения в его епархии. Требовал знания лужицких языков для кандидатов в священство. Сотрудничал с Йосефом Добровским, помогая ему писать словарь лужицких языков. Поддерживал с ним дружеские отношения. В 1824 году вступил в Верхнелужицкое научное общество. Собирал библиотеку в соборе святого Петра. Пополнил библиотеку многочисленными книгами религиозного и светского содержания.
Скончался 7 сентября 1831 года и был похоронен в Будишине на кладбище около церкви святого Николая.

## Сочинения
В 1791 году написал книгу на немецком языке «Gebetbuch für die katholische Jugend in Städten und auf dem Lande», которая в 1808 году была переведена на верхнелужицкий язык.